# Solon Springs, Wisconsin
Solon Springs là một làng thuộc quận Douglas, tiểu bang Wisconsin, Hoa Kỳ. Năm 2006, dân số của làng này là 576 người.